# Helicteres vuarame
Helicteres vuarame är en malvaväxtart som beskrevs av Carl Friedrich Philipp von Martius. Helicteres vuarame ingår i släktet Helicteres och familjen malvaväxter. Inga underarter finns listade i Catalogue of Life.